# 盘状橐吾
盘状橐吾（学名：Ligularia discoidea）为菊科橐吾属下的一个种。

## 扩展阅读
- 維基物種上的相關：盘状橐吾